# Tamura Yu
Yu Tamura (田村 友 Tamura Yu, sinh ngày 22 tháng 11 năm 1992 ở Fukuoka) là một cầu thủ bóng đá người Nhật Bản thi đấu cho Urawa Red Diamonds.

## Thống kê câu lạc bộ
Cập nhật đến ngày 23 tháng 2 năm 2018.
| Thành tích câu lạc bộ | Thành tích câu lạc bộ | Thành tích câu lạc bộ | Giải vô địch | Giải vô địch | Cúp                   | Cúp                   | Cúp Liên đoàn | Cúp Liên đoàn | Châu lục | Châu lục  | Tổng cộng | Tổng cộng |
| Mùa giải              | Câu lạc bộ            | Giải vô địch          | Số trận      | Bàn thắng    | Số trận               | Bàn thắng             | Số trận       | Bàn thắng     | Số trận  | Bàn thắng | Số trận   | Bàn thắng |
| Nhật Bản              | Nhật Bản              | Nhật Bản              | Giải vô địch | Giải vô địch | Cúp Hoàng đế Nhật Bản | Cúp Hoàng đế Nhật Bản | J. League Cup | J. League Cup | AFC      | AFC       | Tổng cộng | Tổng cộng |
| --------------------- | --------------------- | --------------------- | ------------ | ------------ | --------------------- | --------------------- | ------------- | ------------- | -------- | --------- | --------- | --------- |
| 2015                  | Avispa Fukuoka        | J2 League             | 18           | 0            | 2                     | 0                     | –             | –             | –        | –         | 20        | 0         |
| 2016                  | Avispa Fukuoka        | J1 League             | 16           | 1            | 1                     | 1                     | 6             | 1             | –        | –         | 23        | 3         |
| 2017                  | Urawa Red Diamonds    | J1 League             | 0            | 0            | 2                     | 0                     | 1             | 0             | 1        | 0         | 4         | 0         |
| Tổng                  | Tổng                  | Tổng                  | 34           | 1            | 5                     | 1                     | 7             | 1             | 1        | 0         | 47        | 3         |